# Fuzzy-Zufallsvariable
Eine Fuzzy-Zufallsvariable, engl. Fuzzy Random Variable, ist eine (scharfe) Zufallsvariable, die aber nur unscharf wahrgenommen werden kann. Fuzzy-Zufallsvariablen wurden erstmals 1978 von H. Kwakernaak und 1987 ausführlicher von R. Kruse und K.D. Meyer behandelt. Man betrachte z. B. einen Schwarm von Maifliegen (das Beispiel stammt aus). Das aktuelle Alter einer zufällig herausgegriffenen Fliege ist eine (positiv reellwertige) Zufallsgröße, allerdings ist diese nicht exakt beobachtbar, weil das genaue Geburtsdatum der Maifliege nicht bekannt ist. Man wird also das Alter nur unscharf z. B. als „jung“, „mittleres Alter“ oder „alt“ wahrnehmen können.

## Definitionen
Seien {\displaystyle (\Omega ,{\mathfrak {B}},P)} ein Wahrscheinlichkeitsraum und {\displaystyle S} eine Menge von Zugehörigkeitsfunktionen auf einer Grundmenge {\displaystyle U}, häufig ist {\displaystyle U=\mathbb {R} }. Eine Fuzzy-Zufallsvariable {\displaystyle Y} ist nun eine Abbildung {\displaystyle Y|\Omega \to S}, wobei an {\displaystyle S} bzw. an die resultierenden Zugehörigkeitsfunktionen
{\displaystyle m_{Y(\omega )}(x),\quad \omega \in \Omega ,\quad x\in U}
noch (hier unterdrückte) Forderungen gestellt werden, die die Messbarkeit von {\displaystyle Y} sichern, siehe aber. Sei weiter {\displaystyle O} die Menge aller scharfen Zufallsvariablen auf {\displaystyle U}, hier Menge der Originale genannt. Eine wesentliche Rolle, insbesondere für die Grundlagen einer Statistik mit unscharfen Daten, spielt nun die Fuzzymenge {\displaystyle O_{Y}} aller möglichen Originale der Fuzzy-Zufallsvariablen {\displaystyle Y}. Diese Fuzzymenge hat die Zugehörigkeitsfunktion
{\displaystyle m_{O_{Y}}(Z)=\inf _{\omega \in \Omega }m_{Y(\omega )}(Z(\omega )),\quad Z\in O}.
{\displaystyle m_{O_{Y}}(Z)} beschreibt den Grad der Möglichkeit, dass {\displaystyle Z} ein (nichtbeobachtbares) Original von {\displaystyle Y} ist. Etwas salopper ausgedrückt: Welche (scharfen) Zufallsgrößen {\displaystyle Z} sind möglich, wenn man nur das unscharfe {\displaystyle Y} beobachten kann. Auf obiges Beispiel mit dem Schwarm von Maifliegen bezogen: Welche (scharfen) Alterskonstellationen sind möglich, wenn man nur Zufallsvariablen mit den Werten "jung", "mittleres Alter" und "alt" beobachten kann.

## Erwartungswert einer Fuzzy-Zufallsvariablen
Der Erwartungswert {\displaystyle EY} einer Fuzzy-Zufallsvariablen {\displaystyle Y} ist die Fuzzymenge auf {\displaystyle U}, die gemäß dem sogenannten Erweiterungsprinzip  durch
{\displaystyle m_{EY}(x)=\sup _{Z\in O:EZ=x}m_{O_{Y}}(Z),\quad x\in U}
erhalten wird. Dieser Erwartungswert stimmt mit dem Erwartungswert einer zufälligen Fuzzymenge überein. Im Spezialfall {\displaystyle U=\mathbb {R} } kann {\displaystyle EY} mittels der Alpha-Schnitte {\displaystyle (EY)_{\alpha }} konstruiert werden durch die Intervalle
{\displaystyle (EY)_{\alpha }=[E\inf(Y(\omega ))_{\alpha },E\sup(Y(\omega ))_{\alpha }],\quad \alpha \in (0,1]}.

## Weiteres
Für Fuzzy-Zufallsvariablen kann auch eine Varianz definiert werden. Sie ist eine Fuzzymenge. Im Unterschied dazu ist die Varianz einer zufälligen Fuzzymenge eine reelle Zahl.